# Álvaro Gonçalves
Álvaro Gonçalves foi um dos homens e conselheiros reais que, alegadamente, por ordem de D. Afonso IV de Portugal e juntamente com Pêro Coelho e Diogo Lopes Pacheco, assassinaram D. Inês de Castro, amante do seu filho D. Pedro.
Depois da subida ao trono, D. Pedro I de Portugal torturou e matou Álvaro Gonçalves e Pêro Coelho. Segundo a lenda, o rei mandou arrancar o coração aos dois, a um pelo peito e ao outro pelas costas, e assistiu à execução enquanto se banqueteava. Depois mordeu ambos os corações.